# Седам Сунаца и Седам Луна
Седам Сунаца и Седам Луна (наслов на порт. Memorial do Convento, 1982) роман је португалског књижевника и нобеловца Жозеа Сарамага, којим је овај писац постао познат широм света.

## Фабула
Поигравајући се историјским чињеницама и фикцијом, у стилу мајстора магијског реализма, препознатљивим стилом и особеним правописом, португалски нобеловац је створио готово надреално дело о животу у осамнаестовековној португалској краљевини. Кроз причу о чудесном покушају изградње једног дивовског манастирског комплекса у забитом селу Мафри, и амбициозној замисли једног свештеника о првом ваздухоплову, Сарамаго ће исплести очаравајућу приповест о обичним стварима и необичним појавама, о љубави, прегнућу и човековој потреби да се приближи божанском. У доба запањујућих јавних покајања јеретика, инквизиторских мучења, ширења куге и колонијализма, свештеник отпадник Бартоломеу Лоуренсо де Гужмао изабрао је двоје људи, главних јунака романа, да му помогну у конструисању летеће машине: Балтазара званог Седам Сунаца, који само што се вратио из рата, и његову жену Блимунду звану Седам Луна, пророчицу која има моћ да проникне у душу сваког човека. Машина ће на крају заиста полетети, али ће изазвати неслућене последице и успут дозволити писцу да искаже своје уметничко виђење смисла живота.

## Оцене дела
„Чудесан манастирски летопис у којем је велики португалски писац испољио свој раскошни таленат.“

„После читања овог очаравајућег романа много тога се уреже у памћење, а највише љубавна прича која се у радњи романа истиче као звук флауте у великом оркестру.“